# Выдра, Каролина
Каролина Выдра (пол. Karolina Wydra; род. 5 марта 1981 года, Ополе) — польская модель и актриса

, наиболее известная по роли Доминики Петровой — фиктивной жены доктора Хауса в одноимённом сериале.

## Биография
Каролина родилась в Ополе, позже она ходила там в школу, где преподавал её отец. Когда ей было 11, её семья переехала из Ополе (видимо, в США[уточнить]). В 15 лет во время шопинга к Каролине подошёл модельный агент, предложивший ей попробовать себя в этом бизнесе. Через год она несколько месяцев провела на рекламных съёмках в Японии. По возвращении Выдра продолжила учёбу в школе, вернувшись в модельный бизнес в 19 лет. Она работала в Нью-Йорке, рекламировала в том числе марки Calvin Klein и Armani. В апреле 2003 года лицо Каролины появилось на обложке немецкой версии журнала ELLE. В 2006 году она сыграла в рекламном ролике Nespresso вместе с Джорджем Клуни.
С 2008 года мечтающая покорить Голливуд полька стала появляться на теле- и киноэкранах. Выдра начала с участия в независимых короткометражках и малозаметных ролей в кинофильмах и сериалах. Весной 2011 года она появилась в эпизоде «Доктора Хауса» в роли украинки Доминики Петровой, которая вышла замуж за главного героя для получения гринкарты. Через год героиню Каролины вернули в сериал, по сюжету которого к браку подозрительно отнеслись власти. В 2012 году Выдра и Стивен Стрейт сыграли главные роли в триллере «После».

## Фильмография
| Год       |     | Русское название                      | Оригинальное название        | Роль                    |
| --------- | --- | ------------------------------------- | ---------------------------- | ----------------------- |
| 2006      | ф   | Кофемашина ... Что еще?               | Nespresso... What Else?      | модель                  |
| 2008      | ф   | Перемотка                             | Be Kind Rewind               | Габриэль Боченски       |
| 2008      | ф   | Сахар                                 | Sugar                        | Рейчел                  |
| 2008      | с   | Закон и порядок: Преступное намерение | Law & Order: Criminal Intent | Кристина                |
| 2009      | кор | Бореально                             | Boreal                       | Элизабет                |
| 2010      | кор | Секунды                               | Seconds                      | Аня                     |
| 2011      | ф   | Эта — дурацкая — любовь               | Crazy, Stupid, Love.         | Джордин                 |
| 2011—2012 | с   | Доктор Хаус                           | House                        | Доминика Петрова (Хаус) |
| 2012      | тф  | Плохие девочки                        | Bad Girls                    | Келли                   |
| 2012      | ф   | После                                 | After                        | Ана                     |
| 2012      | кор | Юджин                                 | Eugene                       | Элис                    |
| 2013      | ф   | Европа                                | Europa Report                | Катя Петровна           |
| 2013—2014 | с   | Настоящая кровь                       | True Blood                   | Вайолет Мазурски        |
| 2014      | с   | Правосудие                            | Justified                    | Мара Пэкстон            |
| 2014      | с   | Настоящая кровь: Блог Джессики        | True Blood: Jessica's Blog   | Вайолет                 |
| 2014      | с   | Скорпион                              | Scorpion                     | агент Симона Тейлор     |
| 2015      | с   | Злой город                            | Wicked City                  | детектив Дайан Гиббонс  |
| 2016      | ф   | Инкарнация                            | Incarnate                    | Анна Эмбер              |
| 2017      | с   | Подлый Пит                            | Sneaky Pete                  | Каролина                |
| 2015—2017 | с   | Куантико                              | Quantico                     | Саша Баринова           |
| 2017      | с   | Твин Пикс                             | Twin Peaks                   | Хлоя                    |
| 2019      | с   | Агенты «Щ.И.Т.»                       | Agents of S.H.I.E.L.D.       | Айзель                  |